# Petaloctenus bossema
Petaloctenus bossema là một loài nhện trong họ Ctenidae.
Loài này thuộc chi Petaloctenus. Petaloctenus bossema được miêu tả năm 1997 bởi Rudy Jocqué & Steyn.